# Saint-Polycarpe
Saint-Polycarpe – miejscowość i gmina we Francji, w regionie Oksytania, w departamencie Aude.
Według danych na rok 1990 gminę zamieszkiwało 200 osób, a gęstość zaludnienia wynosiła 14 osób/km² (wśród 1545 gmin Langwedocji-Roussillon Saint-Polycarpe plasuje się na 709. miejscu pod względem liczby ludności, natomiast pod względem powierzchni na miejscu 559.).

## Zabytki
Zabytki w miejscowości posiadające status monument historique:
- Abbatiale Saint-Polycarpe
- opactwo Saint-Polycarpe (Abbaye de Saint-Polycarpe)